# 35e méridien ouest
En géographie, le 35e méridien ouest est le méridien joignant les points de la surface de la Terre dont la longitude est égale à 35° ouest.

## Géographie

### Dimensions
Comme tous les autres méridiens, la longueur du 35e méridien correspond à une demi-circonférence terrestre, soit 20 003,932 km. Au niveau de l'équateur, il est distant du méridien de Greenwich de 3 896 km,.
Avec le 145e méridien est, il forme un grand cercle passant par les pôles géographiques terrestres.

### Régions traversées
En commençant par le pôle Nord et descendant vers le sud au pôle Sud, le 35e méridien ouest passe par :
| Coordonnées          | Pays, territoire ou mer | Notes |
| -------------------- | ----------------------- | --- |
| 90° 00′ N, 35° 00′ O | Océan Arctique          | |
| 83° 34′ N, 35° 00′ O | Groenland               | Terre de Peary |
| 67° 11′ N, 35° 00′ O | Groenland               | Cordillère du Prince Royal Frederick (en) |
| 66° 17′ N, 35° 00′ O | Océan Atlantique        | |
| 6° 22′ S, 35° 00′ O  | Brésil                  | Rio Grande do Norte — sur environ 16 km Paraíba — à partir de 6° 31′ S, 35° 00′ O, la zone la plus à l'est de l'Amérique du Sud Pernambouc — à partir de 7° 28′ S, 35° 00′ O, Passe juste à l'ouest de Recife à 8° 03′ S, 34° 54′ O |
| 8° 31′ S, 35° 00′ O  | Océan Atlantique        | Passe juste à l'ouest de Clerke Rocks, Géorgie du Sud-et-les îles Sandwich du Sud (à 55° 01′ S, 34° 43′ O) |
| 60° 00′ S, 35° 00′ O | Océan Austral           | |
| 77° 34′ S, 35° 00′ O | Antarctique             | Liste des territoires à la fois par l' Argentine (Antarctique argentin) et le Royaume-Uni (Territoire antarctique britannique) |